# Tragédie du 9 avril

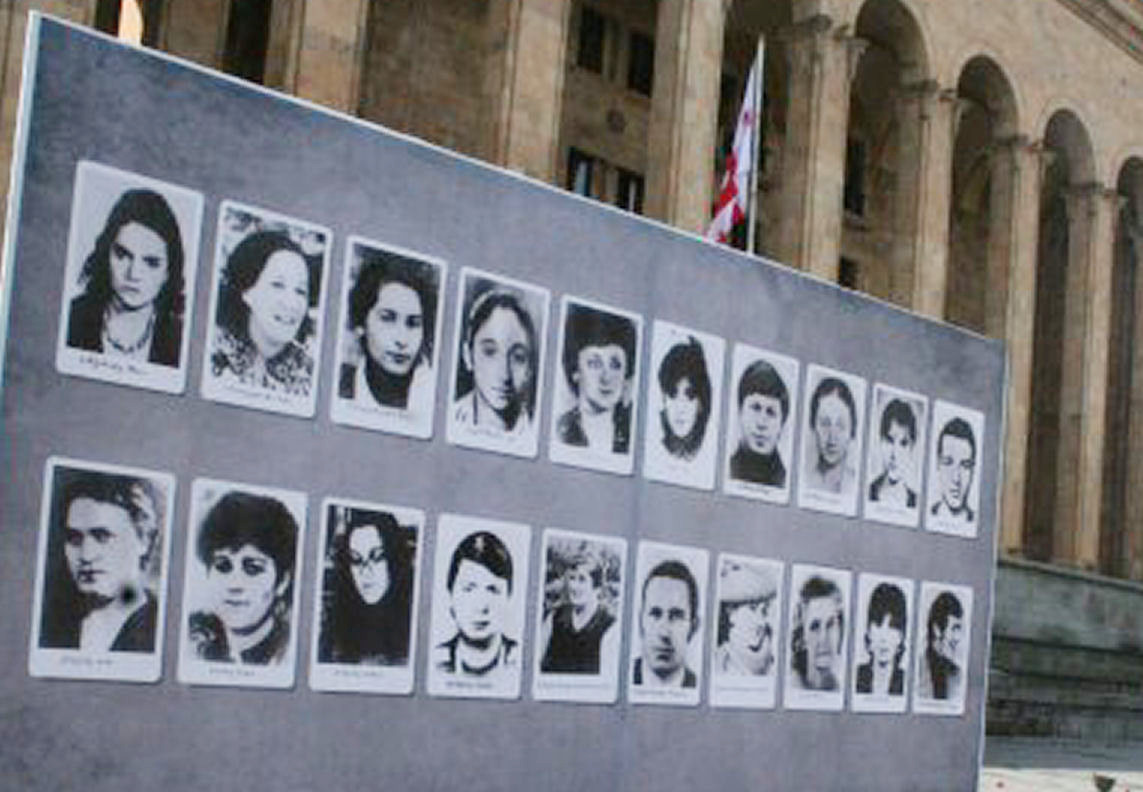
Photos des victimes du 9 avril sur un panneau de Tbilissi en 2008

La tragédie du 9 avril, dite aussi tragédie de Tbilissi, désigne les violences commises lors de la dispersion d'une manifestation anti-soviétique le 9 avril 1989 à Tbilissi, entraînant 20 morts et blessant plusieurs centaines de personnes, menant à la démission du gouvernement.

## Contexte
Le Caucase est sous domination soviétique depuis les années 1920 et des répressions violentes ordonnées par Lénine et Staline. En 1988, le début de la guerre du Haut-Karabagh ranime les velléités d'autonomie de la minorité abkhaze, ainsi que de l'ensemble du pays par rapport à l'Union soviétique. Des manifestations pro et anti-sécession ont lieu à partir du 25 février 1989 dans différentes villes de Géorgie, jusqu'à l'occupation du centre de Tbilissi par les manifestants à partir du 4 avril.

## Déroulement
Dans la soirée du 8 avril 1989, le colonel général Igor Rodionov, commandant du district militaire transcaucasien, ordonna à ses troupes de se mobiliser. Quelques instants avant l'attaque des forces soviétiques, le patriarche de Géorgie Élie II s'adressa aux manifestants pour leur demander de quitter l'avenue Roustavéli et les abords du bâtiment du gouvernement à cause du danger qui s'était accumulé pendant la journée après l'apparition des chars soviétiques près de l'avenue. Les manifestants eux refusèrent de se dissoudre même après l'appel du Patriarche. Les unités locales de police géorgiennes furent désarmées juste avant l'opération. Le 9 avril, à 3h45 du matin, les troupes soviétiques et les troupes du général Igor Rodionov encerclèrent la zone de démonstration. Plus tard, Rodionov affirmera dans son interview que des groupes de militants géorgiens avaient attaqué des soldats non armés avec des pierres, des chaînes de métal et des barres. Les troupes soviétiques reçurent l'ordre du général Rodionov de dissoudre et de dégager l'avenue des manifestants par tous les moyens nécessaires.

## Conséquences
La tragédie du 9 avril radicalisa l'opposition géorgienne au pouvoir Soviétique. Quelques mois plus tard, une session du Conseil suprême de la RSS de Géorgie, tenue les 17 et 18 novembre 1989, a officiellement condamné l'occupation et l'annexion de la République démocratique de Géorgie par la Russie soviétique en 1921.
Les événements du 9 avril ont également donné lieu au soi-disant « syndrome de Tbilissi ». Ce syndrome se caractérisait par la réticence des militaires et des soldats à prendre des décisions tactiques ou même à obéir aux ordres sans laisser clairement la responsabilité à une autorité supérieure. Il est né du refus des dirigeants soviétiques d'assumer la responsabilité des ordres de déminage et des critiques du rapport de commission et de Chevardnadze à l'égard de l'armée en général. Le « syndrome de Tbilissi » a continué de se propager dans les années à venir, notamment à la suite des événements de Bakou et de Vilnius, et contribua en 1991 au refus des soldats d'empêcher les manifestations lors du putsch d'août 1991.
Le 31 mars 1991, les Géorgiens votèrent massivement en faveur de l'indépendance de l'Union soviétique lors d'un référendum. Avec un taux de participation de 90,5 %, environ 99 % votèrent en faveur de l'indépendance. Le 9 avril, deuxième anniversaire de la tragédie, le Conseil suprême de la République de Géorgie proclama la souveraineté et l'indépendance de la Géorgie par rapport à l'Union soviétique.
Un mémorial aux victimes de la tragédie sera ouvert à l'emplacement de la répression sur l'avenue Roustavéli le 23 novembre 2004.

## Hommages
Le 9 avril est jour de l'Unité nationale et férié en Géorgie.